# Eos reticulata
El lori de las Tanimbar (Eos reticulata) una especie de ave psitaciforme de la familia Psittaculidae endémica de las islas Tanimbar y Babar, en Indonesia.